# 广州公交400号段中小巴线路列表
本表列出广州公交线网中的400号段中小巴线路。400号段中小巴线路的首批线路共5条，为广州市最早的城市中小巴线路，于2007年6月14日开通并运营至今，此后该号段线路经过十多年的不断调整和发展，和后续开通的900号段中小巴线路一起，成为广州公交线网中小巴线路系统的重要组成部分。

## 初期发展：2004年~2007年

### 2004年：镇龙镇客运班车
2004年6月，增城市（现增城区）在镇龙镇（后转属九龙镇）开通增城—洋田（后缩短为镇龙—洋田）、镇龙—大涵、镇龙—福洞、镇龙—麦村四条客运班车线路，它们均由广州二汽增城分公司（现广州巴士集团增城分公司，下称“二汽增分”）运营。在镇龙镇转属九龙镇后，这些线路进行了公交化改造，于2007年9月28日分别被命名为441路~444路（下述），成为400号段中小巴线路，并先后转交由广州市电车公司（现广州巴士集团电车分公司，下称“广州电车”）和广州公交集团第三公共汽车有限公司（现广州巴士集团第三分公司，下称“三汽公司”）运营。

### 2005年：公交地铁接驳专线1路
2005年6月5日，广州市一汽巴士有限公司（下称“一汽巴士”）开办了广州市首条地铁接驳公交专线——公交地铁接驳专线1路，往来汾水小区总站和花地湾地铁站，此后线路东端延长至芳村合兴苑，西端延长至东漖教师新村总站。公交地铁接驳专线1路于2013年10月27日起更改编号为487路，成为400号段中小巴线路，此后线路东端于2015年5月1日起延长至凤凰岗总站。

### 2007年：5+16+6+23+2
2007年1月1日起，广州市在中心城区范围内实行全天24小时禁摩措施。受此影响，郊区原本依靠摩托车出行的市民，无法再乘摩托车出行，亟需新型交通工具的补充；与此同时，当时部分村落与周围村落和主干道的衔接比较欠缺，一些新兴小区的居民出行也不甚方便。有鉴于此，广州市在2007年3月就试点开通5条中小巴线路向市民征求意见，它们于同年6月14日开通并运营至今。此后广州市又陆续开办了39条中小巴线路和6条迷你小巴线路：2007年9月28日至30日陆续开通16条中小巴线路，同年10月30日开通5条迷你小巴线路（其后追加规划1条），同年12月29日至30日陆续开通23条中小巴线路。
除上述50条中小巴线路外，一汽巴士于2007年7月8日开通两条海珠区公交地铁接驳专线——公交地铁接驳专线2路和公交地铁接驳专线3路，后来它们更改编号，成为400号段中小巴线路。
|                     | 线路     | 开通时首末站           | 开通时首末站   | 运营商                                    | 现状   | 现状 |
| ------------------- | -------- | ---------------------- | -------------- | ----------------------------------------- | ------ | --- |
| 城市中小巴 第一批   | 400      | 中科院化学所           | 东莞庄         | 一汽巴士                                  | 运营中 | 2022年12月4日起调整为：东莞庄总站环线 |
| 城市中小巴 第一批   | 410      | 芳村车管所（增南路）   | 白鹤洞         | 一汽巴士                                  | 运营中 | 走向大致不变，仅首末站微调（现状走向：地铁菊树站—鹤洞总站） |
| 城市中小巴 第一批   | 420      | 齐富路                 | 黄石路南       | 第二巴士                                  | 运营中 | 2017年3月25日起调整为：齐富路总站环线 2024年8月10日起调整为：悦云路口总站环线 |
| 城市中小巴 第一批   | 430      | 黄埔军校               | 深井码头       | 三汽公司                                  | 运营中 | 走向大致不变（东端首末站曾调整至长洲码头总站） |
| 城市中小巴 第一批   | 440      | 西基                   | 金碧路         | 广州电车 → 三汽公司 → 巴士四分            | 运营中 | 受西基总站腾退影响，2022年2月12日起调整为：博汇商业区—金碧路 |
| 城市中小巴 第二批   | 401      | 员村一横路环线         | 员村一横路环线 | 一汽巴士                                  | 已撤销 | 2008年8月底拆环（员村同乐花园总站—员村家乐福总站） 2018年8月11日起恢复为员村同乐花园总站环线 2024年6月30日起暂停运营                                                                 |
| 城市中小巴 第二批   | 421      | 南航新村               | 新市墟         | 第二巴士                                  | 运营中 | 西端曾延长至白云文化广场总站 配合广州白云站启用，2023年12月28日起调整为：广州白云站公交总站环线                                                                                      |
| 城市中小巴 第二批   | 422      | 大埔村                 | 新市墟         | 第二巴士                                  | 已撤销 | 2020年11月26日起暂停运营 |
| 城市中小巴 第二批   | 423 一代 | 夏茅大道口             | 小坪桥口       | 第二巴士                                  | 已撤销 | 2019年4月27日调整为二代423路 |
| 城市中小巴 第二批   | 431      | 鱼珠码头               | 三多路         | 三汽公司 → 巴士四分                       | 运营中 | 东端经过多次延长，目前延长至护林路东总站 |
| 城市中小巴 第二批   | 432      | 吉山村                 | 三多路         | 三汽公司 → 巴士四分                       | 运营中 | 曾调整为环线（黄埔体育中心总站环线 → 瑞东花园总站环线） 2022年8月6日起拆环（瑞东花园总站—珠江花城总站）                                                                              |
| 城市中小巴 第二批   | 433      | 黄埔客运站             | 姬堂           | 三汽公司                                  | 已撤销 | 走向大致不变，曾受石化路铁路跨线桥施工影响而分为两段运营 2023年9月28日起暂停运营 |
| 城市中小巴 第二批   | 434      | 黄埔客运站             | 华坑           | 三汽公司 → 巴士四分                       | 运营中 | 地铁五号线开通后，于2010年1月起调整为：地铁大沙地站总站—华坑生态村总站 2010年6月25日起调整为：华坑生态村总站环线                                                                     |
| 城市中小巴 第二批   | 435      | 鹿步海警基地           | 沙步           | 三汽公司 → 巴士四分                       | 已撤销 | 西端延长至南湾总站，东端受鹿步村、沙步村拆迁影响而大幅缩短至鹿鸣山总站 2024年2月4日起并入453路                                                                                       |
| 城市中小巴 第二批   | 441      | 镇龙总站               | 洋田           | 二汽增分 → 广州电车 → 三汽公司 → 巴士四分 | 运营中 | 北端曾延长至佛子庄总站，后调整至洋田白石岗总站 |
| 城市中小巴 第二批   | 442      | 镇龙总站               | 大涵           | 二汽增分 → 广州电车 → 三汽公司 → 巴士四分 | 运营中 | 西端延长至石龙头总站 受道路施工影响，2021年1月15日起调整为：镇龙新总站环线 2025年1月5日起撤出大迳村，改经知新路、玉麟一路                                                            |
| 城市中小巴 第二批   | 443      | 镇龙总站               | 福山           | 二汽增分 → 广州电车 → 三汽公司 → 巴士四分 | 运营中 | 走向大致不变，仅首末站微调（现状走向：镇龙新总站—旧福山村委） |
| 城市中小巴 第二批   | 444      | 镇龙总站               | 麦村           | 二汽增分 → 广州电车 → 三汽公司 → 巴士四分 | 运营中 | 2011年11月19日起，南端延长至龙江村总站 |
| 城市中小巴 第二批   | 448      | 奥林匹克体育中心       | 玉树南路       | 广州电车 → 三汽公司 → 巴士四分            | 运营中 | 曾调整为：东圃客运站总站—科林路总站 后西端首末站恢复为奥林匹克体育中心总站，但路由微调                                                                                               |
| 城市中小巴 第二批   | 460      | 中山大学（瑞康路）     | 江怡路         | 一汽巴士                                  | 运营中 | 2008年8月31日起调整为：江怡路—怡乐村 2010年6月27日起调整为：珠江泳场环线 2013年2月4日起调整为：大元帅府环线                                                                          |
| 城市中小巴 第二批   | 461 一代 | 赤岗大塘               | 地铁大塘站     | 一汽巴士                                  | 已撤销 | 2008年6月28日调整为二代461路 |
| 城市中小巴 第三批   | 402      | 东圃                   | 黄埔大道东     | 一汽巴士                                  | 运营中 | 2008年6月22日起调整为：东圃大马路总站—汇彩路总站 2009年12月28日起，东端延长至地铁三溪站总站 2021年2月6日起调整为：东圃（兰亭盛荟）总站环线                                           |
| 城市中小巴 第三批   | 403 一代 | 车陂公交场             | 东圃园丁苑     | 一汽巴士                                  | 已撤销 | 2008年8月底调整为二代403路 |
| 城市中小巴 第三批   | 404      | 东圃                   | 吉山村         | 一汽巴士                                  | 运营中 | 走向大致不变，但调整为：地铁东圃站总站—黄村北总站 |
| 城市中小巴 第三批   | 411      | 兴东路（郭村）         | 芳村客运站     | 一汽巴士                                  | 运营中 | 2013年7月20日起，南端延长至芳和花园总站 |
| 城市中小巴 第三批   | 412 一代 | 沙溪码头               | 汾水小区       | 一汽巴士                                  | 已撤销 | 曾于2010年11月4日起调整为：海中村总站—龙溪总站 |
| 城市中小巴 第三批   | 424      | 天健装饰城             | 沙凤村         | 第二巴士                                  | 运营中 | 西端延长至白沙（中海金沙湾）总站 东端先后调整至元下田村总站、永泰新村总站、白云文化广场总站                                                                                          |
| 城市中小巴 第三批   | 425      | 石井（铁路学校）       | 白云花园       | 第二巴士                                  | 运营中 | 东端首末站经过多次调整，目前为百顺北路（岭南新世界）总站 |
| 城市中小巴 第三批   | 426      | 小坪东                 | 棠新街         | 第二巴士                                  | 已撤销 | 南端曾缩短至汇侨南路总站 2020年11月26日起调整为：汇侨路总站环线 2025年7月26日起暂停运营                                                                                              |
| 城市中小巴 第三批   | 427 一代 | 萧岗市场               | 云城西路       | 第二巴士                                  | 已撤销 | |
| 城市中小巴 第三批   | 428 一代 | 江夏村                 | 陈田中街       | 第二巴士                                  | 已撤销 | 东端曾调整至江夏北二路总站，接驳地铁江夏站 2017年3月28日起暂停运营 |
| 城市中小巴 第三批   | 429 一代 | 富力半岛花园           | 沙凤村         | 第二巴士                                  | 已撤销 | 2010年9月28日起调整为：白沙（中海金沙湾）总站—和平新村总站 2010年10月15日起，东端延长至地铁西村站总站 2016年6月19日起调整为：白沙总站环线（同年8月13日起，取消停靠和平新村西行站台） |
| 城市中小巴 第三批   | 436      | 南岗公交场             | 南岗码头       | 三汽公司 → 巴士四分                       | 运营中 | 2011年2月14日起调整为：南岗总站环线 |
| 城市中小巴 第三批   | 437      | 南岗（国际玩具礼品城） | 埔南路         | 三汽公司 → 巴士四分                       | 已撤销 | 南端曾调整至南岗总站，北端曾延长至湖山国际公交总站 2024年5月5日起并入572路 |
| 城市中小巴 第三批   | 445 一代 | 镇龙总站               | 九龙镇政府     | 广州电车                                  | 已撤销 | 走向与343A路和345路重叠较大，2019年12月21日起暂停运营 |
| 城市中小巴 第三批   | 446      | 永和（永联路）         | 长平           | 广州电车 → 三汽公司 → 巴士四分            | 运营中 | 走向大致不变，但西端停靠站点微调 |
| 城市中小巴 第三批   | 447      | 夏园                   | 笔岗村口       | 广州电车 → 三汽公司 → 巴士四分            | 已撤销 | 南端延长至金碧路总站后，先后调整至西区公交总站和穗港码头总站 2017年12月23日起微调路由，接驳地铁南岗站 2024年10月27日起并入567路                                                      |
| 城市中小巴 第三批   | 449      | 天麓湖郊野公园         | 黄陂社区       | 广州电车 → 三汽公司 → 巴士四分            | 运营中 | 2014年12月13日起，北端延长至八斗村（天麓湖社区服务站）总站 |
| 城市中小巴 第三批   | 450      | 南岗                   | 小塱           | 广州电车 → 三汽公司 → 巴士四分            | 运营中 | 走向大致不变（北端首末站曾调整至火村东总站） |
| 城市中小巴 第三批   | 451      | 塘东村                 | 元贝村         | 广州电车                                  | 已撤销 | 曾调整为：萝岗香雪（梅花世界）总站—元贝村总站 2022年1月23日起暂停运营 |
| 城市中小巴 第三批   | 462 一代 | 江晓路（晓港湾）       | 思亲楼         | 一汽巴士                                  | 已撤销 | 东端曾于2008年5月18日起延长至南洲北路，后缩短至金碧花园 |
| 城市中小巴 第三批   | 463      | 珠影                   | 敦和路         | 一汽巴士                                  | 运营中 | 走向大致不变，但调整为：大塘西（敦和）总站环线 |
| 城市中小巴 第三批   | 464      | 赤岗大塘               | 敦和路         | 一汽巴士                                  | 运营中 | 走向大致不变，曾受碧映路施工影响而暂时停运 |
| 城市中小巴 第三批   | 465 一代 | 鹭江村口               | 逸景翠园       | 一汽巴士                                  | 已撤销 | 2015年1月7日起暂停运营 |
| 城乡结合部 迷你小巴 | 470 一代 | 清湖村牌坊             | 均禾工业区     | 第二巴士                                  | 已撤销 | 由调整后的127路替代 |
| 城乡结合部 迷你小巴 | 471      | 太和镇                 | 草庄村         | 第二巴士                                  | 运营中 | 北端经过多次延长，目前延长至石湖镇东路总站 |
| 城乡结合部 迷你小巴 | 472      | 神山                   | 大岭村         | 第二巴士                                  | 运营中 | 2022年11月26日起与825路合并，南端延长至江高（大松岗）总站 |
| 城乡结合部 迷你小巴 | 473      | 竹料环线               | 竹料环线       | 第二巴士                                  | 运营中 | 拆环后，于2019年9月22日起调整为：寮采（世外桃源）总站—乌溪村总站 |
| 城乡结合部 迷你小巴 | 474      | 江高新楼村             | 江高小塘       | 第二巴士                                  | 运营中 | 走向大致不变，仅首末站微调（现状走向：江高（夏荷路）总站—长岗村总站） |
| 城乡结合部 迷你小巴 | 480      | 省妇幼                 | 北站           | 第二巴士                                  | 运营中 | 2016年8月1日起调整为：北站总站环线 |
| 公交地铁 接驳专线   | 488      | 逸景翠园               | 地铁客村站     | 一汽巴士                                  | 运营中 | 原 公交地铁接驳专线2 2008年11月8日起调整为：逸景翠园—珠影 2012年5月19日起调整为：逸景西路（珠江国际纺织城）环线 2013年10月19日起更改编号                                             |
| 公交地铁 接驳专线   | 489      | 地铁江南西站           | 光大花园       | 一汽巴士                                  | 运营中 | 原 公交地铁接驳专线3 2013年5月1日起更改编号 2019年12月29日起，西端延长至太古仓路总站                                                                                                 |

## 中期发展：2008年
在试办中小巴线路获得乘客好评后，广州市在2008年大量开办中小巴线路，当年共计规划74条中小巴线路，其中部分线路为400号段线路，这些线路分为两批（第一批23条、第二批14条）陆续开通。在这两批线路开通的同时，部分既有中小巴线路受到当年广州公交线网大幅优化调整的影响，而被重新设计为新的走向。
|                   | 线路     | 开通时首末站                 | 开通时首末站                 | 运营商                         | 现状   | 现状 |
| ----------------- | -------- | ---------------------------- | ---------------------------- | ------------------------------ | ------ | --- |
| 新开线路 第一批   | 405      | 省农干科干院                 | 地铁五山站                   | 一汽巴士                       | 运营中 | 曾调整为：汇景北路环线 2019年7月13日起调整为：乐天创意园环线 |
| 新开线路 第一批   | 406      | 穗园小区环线                 | 穗园小区环线                 | 一汽巴士                       | 运营中 | 走向大致不变 |
| 新开线路 第一批   | 407 一代 | 五羊新城                     | 天河                         | 一汽巴士                       | 已撤销 | 南端曾缩短至市政务服务中心站 |
| 新开线路 第一批   | 408 一代 | 银利街                       | 天平架                       | 一汽巴士                       | 已撤销 | 曾调整为天平架总站环线，后并入785路 |
| 新开线路 第一批   | 409 一代 | 河水东大街口                 | 沙太南路                     | 一汽巴士                       | 已撤销 | 受河水村的雨污分流改造工程影响，于2019年5月26日起暂停运营 |
| 新开线路 第一批   | 413      | 周门（西关外国语学校）       | 陈家祠                       | 一汽巴士                       | 运营中 | 西端曾延长至中山八路总站 配合中山八路枢纽建设，2020年10月7日起调整为：南岸路总站环线 2023年8月20日起与415路合并，增加绕行塘前新街和河柳街 2025年1月11日起改为先途经塘前新街、河柳街，再途经周门街、荔湾路，并恢复至中山八路总站运作 |
| 新开线路 第一批   | 414      | 葵蓬                         | 地铁芳村站                   | 一汽巴士                       | 运营中 | 目前东端延长至芳村合兴苑总站 |
| 新开线路 第一批   | 415      | 南岸社区环线                 | 南岸社区环线                 | 一汽巴士                       | 已撤销 | 受塘前新街清污分流工程施工影响，自2022年9月18日起暂停运营 2023年8月20日起并入413路 |
| 新开线路 第一批   | 416      | 桥中                         | 河沙北路                     | 一汽巴士                       | 运营中 | 曾调整为大坦沙（市一中）环线，目前为坦尾总站环线 |
| 新开线路 第一批   | 466      | 沥滘村                       | 上涌南                       | 一汽巴士                       | 运营中 | 东端缩短至后滘西大街站，西端延长至地铁东晓南站总站 |
| 新开线路 第一批   | 467      | 赤沙（广东财经大学）         | 北山路口                     | 一汽巴士                       | 运营中 | 2019年10月13日起，线路东端改折向北，至南丰汇（地铁新港东站）总站止 |
| 新开线路 第一批   | 468 一代 | 大学城中部枢纽               | 赤岗                         | 三汽公司                       | 已撤销 | 走向与252路重叠过大，开通半年后即暂停运营 |
| 新开线路 第一批   | 475      | 地铁三元里站                 | 远景路                       | 第二巴士                       | 运营中 | 北端延长至岗贝路总站 |
| 新开线路 第一批   | 476      | 鸦岗                         | 凰岗                         | 第二巴士                       | 运营中 | 目前线路北端改折向东，至滘心村总站止 |
| 新开线路 第一批   | 477      | 增槎路口                     | 西洲路尾                     | 第二巴士                       | 运营中 | 2020年11月26日起调整为：西洲北路尾环线 |
| 新开线路 第一批   | 478      | 富力环市西苑                 | 沙凤中村                     | 第二巴士                       | 运营中 | 目前西端延长至白沙（中海金沙湾）总站 |
| 新开线路 第一批   | 481 一代 | 瑶台                         | 桂花岗                       | 一汽巴士                       | 已撤销 | 2008年5月底开通，同年8月底调整为二代481路 现状661路使用其部分走向 |
| 新开线路 第一批   | 482      | 黄花岗                       | 广东电视台                   | 一汽巴士                       | 运营中 | 2015年6月6日起调整为：动物园（先烈中路）总站环线 |
| 新开线路 第一批   | 483      | 黄华路环线                   | 黄华路环线                   | 一汽巴士                       | 运营中 | 曾拆环（黄华路—淘金北路），后恢复为淘金北路总站环线 |
| 新开线路 第一批   | 484 一代 | 锦城花园                     | 南方报社                     | 一汽巴士                       | 已撤销 | 2008年8月29日起调整为：锦城花园总站环线 受杨箕村拆迁影响，自2010年8月20日起暂停运营 |
| 新开线路 第一批   | 485 一代 | 地铁东山口站环线             | 地铁东山口站环线             | 一汽巴士                       | 未启用 | |
| 新开线路 第一批   | 490 一代 | 上社牌坊                     | 荷光路口                     | 一汽巴士                       | 已撤销 | 2019年7月27日调整为二代490路 |
| 新开线路 第一批   | 491      | 渔沙坦（渔中路）             | 上涂                         | 三汽公司                       | 运营中 | 南端经过多次延长，目前延长至凌塘村总站 |
| 新开线路 第二批   | 417      | 沙洛村                       | 金宇花园                     | 广州电车                       | 运营中 | 2020年9月20日起调整为：鹤洞总站环线 |
| 新开线路 第二批   | 438      | 荔香路                       | 碧山村                       | 三汽公司 → 巴士四分            | 运营中 | 2023年9月29日起调整为：碧山村总站环线 |
| 新开线路 第二批   | 439      | 沧联市场                     | 沧头村                       | 三汽公司 → 巴士四分            | 运营中 | 北端于2010年5月1日起延长至南岗总站 南端经过多次延长，目前延长至中海誉城总站 |
| 新开线路 第二批   | 449A     | 天麓湖郊野公园               | 岭头                         | 广州电车 → 三汽公司 → 巴士四分 | 已撤销 | 西端缩短至联和（惠联路）总站，东端延长至长岭路（贤江西）总站 2024年2月4日起暂停运营 |
| 新开线路 第二批   | 452 一代 | 科学城管委会南门             | 联和                         | 广州电车                       | 已撤销 | 2020年5月5日起暂停运营 |
| 新开线路 第二批   | 453      | 开发区路口                   | 穗港码头                     | 广州电车 → 三汽公司 → 巴士四分 | 运营中 | 曾调整为西区公交总站环线、穗港码头总站环线 2024年2月4日起与435路合并，调整为：鹿鸣山总站环线 |
| 新开线路 第二批   | 454      | 水南村                       | 笔岗村口                     | 广州电车 → 三汽公司 → 巴士四分 | 运营中 | 2017年12月27日起调整为：笔村总站环线 2021年9月18日起调整为：笔村总站—陈家林总站 2024年6月29日起恢复为笔村总站环线 2025年6月2日起调整为：富力悦禧花园总站环线                                                                        |
| 新开线路 第二批   | 455      | 永和开发区                   | 环岭路                       | 广州电车 → 三汽公司 → 巴士四分 | 运营中 | 受永和开发区总站腾退影响，2015年5月2日起调整为：永和贤江公交总站环线 2025年1月5日起拆环（永和贤江公交总站—创盈路中） |
| 新开线路 第二批   | 456      | 九龙镇政府                   | 黄田村                       | 广州电车 → 三汽公司 → 巴士四分 | 运营中 | 南端曾延长至长庚村总站 2024年6月29日起调整为：九龙镇政府总站环线 |
| 新开线路 第二批   | 457      | 九龙镇政府                   | 蟹庄村                       | 广州电车 → 三汽公司 → 巴士四分 | 运营中 | 走向大致不变 |
| 新开线路 第二批   | 458      | 镇龙总站                     | 迳头村                       | 广州电车 → 三汽公司 → 巴士四分 | 运营中 | 走向大致不变，仅首末站微调（现状走向：镇龙新总站—迳头九社总站） |
| 新开线路 第二批   | 469 一代 | 石岗路口                     | 石岗码头                     | 广州电车                       | 已撤销 | 2009年7月25日调整为二代469路 |
| 新开线路 第二批   | 479      | 云龙路（景泰小学）           | 景泰直街                     | 第二巴士                       | 运营中 | 北端曾于2010年延长至地铁飞翔公园站总站 2021年11月14日起调整为：景泰直街环线 |
| 新开线路 第二批   | 486      | 机务段                       | 黑山                         | 三汽公司                       | 运营中 | 南端曾延长至西村总站 2023年6月17日起调整为：机务段总站环线 |
| 新开线路 第二批   | 492      | 渔沙坦（中山村）             | 龙洞牌坊                     | 三汽公司                       | 运营中 | 地铁六号线开通后，南端延长至地铁龙洞站 2024年10月26日起调整为：渔沙坦（中山村）环线 |
| 既有线路 优化调整 | 403 二代 | 大淋岗                       | 吉山幼儿园                   | 一汽巴士                       | 运营中 | 2010年9月24日起，西端延长至奥林匹克体育中心总站 2020年10月31日起，东端调整至家和天曜总站 |
| 既有线路 优化调整 | 461 二代 | 琶洲                         | 北山                         | 一汽巴士                       | 运营中 | 2025年6月28日起，西端延长至赤沙北总站 部分班次（也称 461A）东端终到仑头东（南海航海保障基地）总站 |
| 既有线路 优化调整 | 470 二代 | 机场立交（广中医一附院）环线 | 机场立交（广中医一附院）环线 | 第二巴士                       | 运营中 | 走向大致不变，自2020年11月28日起增加绕行梓元岗路和祥元路 |
| 既有线路 优化调整 | 481 二代 | 广州大学（桂花岗校区）       | 广园购物中心                 | 一汽巴士                       | 运营中 | 2019年6月1日起调整为：广州大学（桂花岗校区）总站环线 |

## 后期发展：2009年及以后
2009年开始，400号段中小巴线路的开设速度有所放缓。

### 2009年~2014年
| 线路      | 开通时首末站           | 开通时首末站           | 开通时间       | 运营商                         | 现状   | 现状 |
| --------- | ---------------------- | ---------------------- | -------------- | ------------------------------ | ------ | --- |
| 469 二代  | 纸厂路                 | 五凤乡                 | 2009年7月25日  | 广州电车 → 巴士一分            | 运营中 | 地铁二号线延伸段开通后，东端调整至地铁江泰路站 |
| 407 二代  | 珠江新城（海风路）环线 | 珠江新城（海风路）环线 | 2009年8月30日  | 一汽巴士                       | 已撤销 | 曾于2010年11月8日和2013年7月27日微调路由 2024年12月1日起并入499路 |
| 408 二代  | 棠下（科新路）环线     | 棠下（科新路）环线     | 2009年12月28日 | 一汽巴士                       | 已撤销 | 2013年3月16日调整为三代408路 |
| 418       | 坦尾总站               | 地铁坦尾站             | 2010年2月10日  | 三汽公司                       | 未启用 | 现状416路使用其走向 |
| 459       | 地铁大沙地站           | 火村东                 | 2010年3月28日  | 广州电车 → 三汽公司 → 巴士四分 | 已撤销 | 2025年6月7日并入347路 |
| 493 一代  | 棠下小区环线           | 棠下小区环线           | 2010年2月10日  | 三汽公司                       | 未启用 | 受公交总站建设限制而未能开行 |
| 494 一代  | 员村怡景花园           | 美林花园               | 2010年2月10日  | 三汽公司                       | 未启用 | |
| 495       | 地铁三溪站             | 大淋岗                 | 2010年2月10日  | 一汽巴士                       | 运营中 | 东端延长至玉树新村总站 西端先后延长至地铁车陂南站总站和琶洲塔公交总站 |
| 493 二代  | 龙洞牌坊环线           | 龙洞牌坊环线           | 2010年9月11日  | 三汽公司                       | 已撤销 | 2024年10月27日起暂停运营 |
| 462 二代  | 逸景路（长江轻纺城）   | 海珠客运站             | 2010年9月25日  | 一汽巴士                       | 已撤销 | 2017年9月2日起，北端首末站微调，南端缩短至侨诚花园总站 2024年7月13日起暂停运营 |
| 427 二代  | 园夏村                 | 夏良                   | 2010年10月30日 | 第二巴士                       | 运营中 | 西端撤出碑记街和南村中路，东端调整至龙归城总站 |
| 494 二代  | 科学城管委会南门       | 天河客运站             | 2011年2月17日  | 三汽公司 → 巴士四分            | 运营中 | 2011年2月26日起，东端调整至科学城（天泰二路）总站 2022年8月13日起，西端缩短至广汕一路（林机街）总站 2023年10月31日起，东端临时调整至萝岗万达广场总站                                                                                            |
| 468 二代  | 滨江东路               | 土华                   | 2011年6月17日  | 三汽公司 → 广州电车 → 巴士一分 | 运营中 | 北端调整至海琴湾（下渡路）总站 |
| 496       | 科学城（天泰二路）     | 科韵路                 | 2011年6月17日  | 三汽公司 → 巴士四分            | 运营中 | 2023年10月31日起，东端临时调整至科学城（揽月路）总站 |
| 419       | 滘口客运站             | 芳村客运站             | 2011年8月20日  | 广州电车                       | 运营中 | 2022年12月10日起，南端调整至坑口地铁站总站 |
| 408 三代  | 广氮花园环线           | 广氮花园环线           | 2013年3月16日  | 一汽巴士                       | 运营中 | 走向大致不变，仅首末站调整为天坤三路总站 |
| 408A 一代 | 汇景新城东环线         | 汇景新城东环线         | 2014年6月16日  | 一汽巴士                       | 已撤销 | 开通当时为二代408路的辅助线路 |
| 494A      | 科学城南部公交场       | 天河客运站             | 2014年6月16日  | 三汽公司 → 巴士四分            | 已撤销 | 2022年8月13日起，西端缩短至广汕一路（林机街）总站 2024年12月1日起暂停运营 |
| 497       | 渔沙坦（渔东路）       | 黄村                   | 2014年6月30日  | 一汽巴士                       | 运营中 | 2024年3月30日起与902路合并，南端调整至东圃总站 |
| 498       | 地铁梅花园站           | 汇景北路               | 2014年6月30日  | 一汽巴士                       | 运营中 | 2019年10月13日起，西端延长至梅园路总站 |
| 499       | 珠江新城（冼村路）环线 | 珠江新城（冼村路）环线 | 2014年6月30日  | 一汽巴士                       | 运营中 | 2015年11月28日起微调路由，接驳地铁潭村站 2018年4月21日起，首末站调整为花城广场西（华成路口）总站 2019年6月1日起，首末站调整为华成路（高德置地广场）总站 2021年11月20日起再次微调路由 2024年12月1日起与407路合并，调整为：珠江新城（海风路）环线 |

### 2015年及以后
| 线路      | 首末站                           | 首末站                           | 开行时间                     | 运营商                         | 功能                                                                                         |
| --------- | -------------------------------- | -------------------------------- | ---------------------------- | ------------------------------ | -------------------------------------------------------------------------------------------- |
| 412 二代  | 沙仔围（中海锦城）环线           | 沙仔围（中海锦城）环线           | 2015年8月1日~                | 一汽巴士                       | 填补中海锦城小区的公交空白，接驳地铁龙溪站和地铁坑口站                                       |
| 453A      | 沿河路（奕佳公寓）环线           | 沿河路（奕佳公寓）环线           | 2016年10月30日~              | 广州电车 → 三汽公司 → 巴士四分 | 为453路的辅助线路，填补明珠路、青年路片区的公交空白，接驳地铁夏园站                          |
| 485 二代  | 环岛南路中（← 三山科创中心）     | 鹤洞                             | 2017年2月11日~ 2024年7月29日 | 一汽巴士                       | 填补三山科创中心的公交空白，接驳广州地铁1号线和南海有轨电车1号线                             |
| 460A      | 大元帅府环线                     | 大元帅府环线                     | 2018年2月3日~                | 一汽巴士                       | 为460路的辅助线路，途经海印桥南，填补远安路南、天园路片区的公交空白                          |
| 423 二代  | 均禾大道东总站环线               | 均禾大道东总站环线               | 2019年4月27日~ 2020年9月20日 | 第二巴士                       | 填补东平片区的公交空白，接驳地铁白云东平站                                                   |
| 490 二代  | 奥林匹克体育中心环线             | 奥林匹克体育中心环线             | 2019年7月27日~               | 一汽巴士                       | 填补悦景路、南云三路、玉树新村片区的公交空白，接驳地铁黄村站                                 |
| 429 二代  | 金沙洲（涛乐街）环线             | 金沙洲（涛乐街）环线             | 2019年7月29日~               | 第二巴士                       | 加强金沙洲新社区、城西花园等小区与地铁横沙站和地铁浔峰岗站的衔接                             |
| 408A 二代 | 广医附属中医院（← 广氮花园）环线 | 广医附属中医院（← 广氮花园）环线 | 2019年12月20日~              | 一汽巴士                       | 为三代408路的辅助线路，加强广氮花园、棠德花苑与地铁棠东站的衔接                              |
| 409 二代  | 鳌鱼岗（华新健康城）环线         | 鳌鱼岗（华新健康城）环线         | 2020年5月6日~                | 一汽巴士                       | 串联起武警医院、汕头大学广州华新骨科医院、福瑞馨养老院等多个医疗和养老机构，并接驳地铁燕塘站 |
| 484 二代  | 西胜街环线                       | 西胜街环线                       | 2020年10月31日~              | 一汽巴士                       | 填补花果山超高清视频产业特色小镇的公交空白，接驳地铁小北站                                   |
| 428 二代  | 石井潭村环线                     | 石井潭村环线                     | 2020年11月26日~              | 巴士二分                       | 加强石井、凰岗、张村片区与地铁石井站的衔接                                                   |
| 452 二代  | 龙溪大道（← 海中村）环线         | 龙溪大道（← 海中村）环线         | 2020年12月5日~               | 广州电车                       | 填补海中村、广中医三院的公交空白，接驳地铁菊树站                                             |
| 445 二代  | 健康港环线                       | 健康港环线                       | 2021年7月29日                | 广州电车                       | 填补广州健康港的公交空白，接驳地铁西塱站和地铁鹤洞站                                         |
| 432A      | 天坤三路                         | 护林路东                         | 2021年9月25日~               | 三汽公司 → 巴士四分            | 为432路的辅助线路，加强茅岗、石化路、大沙东片区与黄村、大沙地、大沙东、文冲地铁站的衔接      |
| 497A      | 龙洞（民族文化村）环线           | 龙洞（民族文化村）环线           | 2021年9月25日~               | 一汽巴士                       | 为497路的辅助线路，填补龙洞片区往来天河智慧城的公交空白，接驳地铁龙洞站和地铁天河智慧城站    |
| 423 三代  | 大冈村环线                       | 大冈村环线                       | 2021年9月26日~               | 第二巴士                       | 填补大冈村的公交空白，接驳地铁石井站                                                         |
| 465 二代  | 奥林匹克体育中心                 | 珠江花城                         | 2021年11月6日~               | 一汽巴士                       | 填补珠江花城小区的公交空白，接驳地铁黄村站                                                   |